# Султанов, Мухтар Насруллаевич
Мухтар Насруллаевич Султанов — Заместитель министра внутренних дел Узбекистана (1979—1985, 1989—1991 годы), генерал-майор милиции.

## Биография
Родился 15 мая 1926 года в городе Ош Кыргызстана в семье служащего. Был внуком старшего аксакала тысячника мулла Султана Таирбаева правившего восточной частью города Ош, Ошского уезда до революции.
После окончания школы по рекомендации райкома ВЛКСМ был направлен в органы НКВД, где свою служебную деятельность начал с должности помощника оперуполномоченного отдела по борьбе с бандитизмом УВД Андижанской области. Служил также в отделениях милиции Ходжабадского, Ленинского районов области.
1945—1946 годы — учёба в Ташкентской школе милиции.
1946—1949 годы — оперуполномоченный отдела по борьбе с бандитизмом УВД Андижанской области.
1949—1951 годы — начальник Аимского райотдела милиции Андижанской области.
1951—1954 годы — начальник 16-отделения милиции г.Ташкента.
1954—1956 годы — зам.начальника ОБХСС УВД г. Ташкента.
1956—1968 годы — зам.начальника УВД Андижанской области.
1968—1979 годы — начальник УВД Андижанской области.
1979—1985 — заместитель министра внутренних дел Узбекской ССР.

В 1958 году заочно окончил юридический факультет Среднеазиатского Государственного университета (ныне Национальный университет Узбекистана имени Мирзо Улугбека). Генерал-майор милиции М. Н. Султанов внёс большой вклад для борьбы с преступностью и установления законности и правопорядка в Узбекистане.
Он неоднократно избирался членом Андижанского обкома и горкома КП Узбекистана, депутатом Андижанского областного и городского Советов депутатов. Награждён более 20 орденами и медалями СССР, почётными грамотами ЦК КП Узбекистана, Президиума Верховного Совета и Совета министров Узбекской ССР, МВД СССР и Узбекской ССР, отмечался в приказах по МВД СССР. Умер 23 октября 1998 года. Похоронен в мемориальном комплексе «Чигатай» в Ташкенте.

## Семья
М. Н. Султанов был внуком старшего аксакала города Ош тысячника Муллы Султана Таирбаева и племянником старшего аксакала города Ош тысячника Муллы Кудрата Таирбаева, правившими восточной частью города Ош до революции. Его отец Насрулла Султанович Султанов — вместе со своим старшим братом Балтыходжой Султановым являются создателями милиции Ошского уезда, был начальником отдела в милиции города Ош и начальником милиции в Узгенском, Базар-Коргонском районах и в городе Сулюкта Киргизии Его дядя Б. Султанов является первым начальником милиции Ошского уезда (5 февраля 1918—1919 годы) Мать Турсуной (уроженка города Узген), Рахмонберди Мадазимов был его отчимом. Его дочь замужем за Парпиева Кодира Рахматовича председателя Андижанского областного объединения профсоюзных организаций, брата Ботира Парпиева. Его внук, Парпиев Анвар Кодирович, в звании полковника органов внутренних дел является первым заместителем начальника УВД Бухарской области. Его двоюродные племянники Иззат Султан и Азизулло Иззатуллаев.